# سوزانا أغيرو
سوزانا أغيرو (بالإسبانية: Susana Agüero)‏ هي راقصة باليه أرجنتينية، ولدت في 1944 في بوينس آيرس في الأرجنتين، وتوفي بنفس المكان في 2012.